# Villa Odinslund

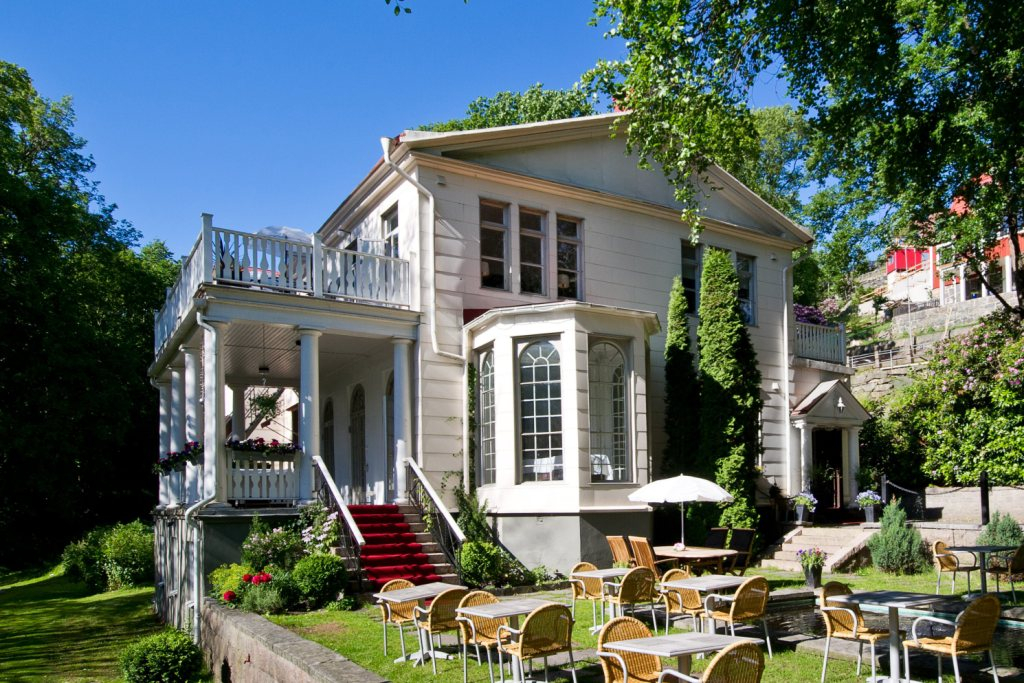
Villa Odinslund.

Villa Odinslund på 1860-talet.

Villa Odinslund är en byggnad vid Carlbergsgatan 10–14 i stadsdelen Gårda i Göteborg. Byggnaden uppfördes omkring år 1854.
Villa Odinslund ritades av arkitekten Adolf W. Edelsvärd åt bröderna August och Pontus Kobb, vilka inköpt en stor tomt på Prospect Hill. Intill lät de anlägga en stor park, med  tillhörande  grindstuga, även den ritad av Edelsvärd.
Byggnaden har klassiska frontoner, moriska bågar och vridna kolonner. Den har under åren byggts om och byggts ut och används numera som fest- och konferensbyggnad.
Under en tid i början av 1980-talet användes Villa Odinslund som dagis som då hette "Glada Timmar" för barn mellan 1 och 5 år.

### Fotnoter
1. ↑  Baum, s. 68